# Troy Tulowitzki
Troy Trevor Tulowitzki (Santa Clara, 10 ottobre 1984) è un ex giocatore di baseball statunitense.

## Carriera

### Gli Inizi e Minor League Baseball
Tulowitzki nacque Santa Clara in California, è di origini polacche e si diplomò alla Fremont High School di Sunnyvale. Giocò poi tre stagioni, dal 2002 al 2005, come interbase alla California State University di Long Beach. Nel 2004 fu convocato dalla nazionale statunitense al campionato mondiale universitario di baseball, campionato vinto dal team USA.
Fu selezionato al primo round, come settima scelta assoluta del draft 2005, dai Colorado Rockies, che lo assegnarono nella classe A-avanzata. Iniziò la stagione 2006 nella Doppia-A.

### Major League Baseball
Debuttò nella MLB il 30 agosto 2006, al Coors Field di Denver, contro i New York Mets.
Nella sua prima stagione nel 2006, Troy terminò con 25 presenze in MLB e 104 nella Doppia-A, mentre nel 2007 chiuse la sua prima stagione completa con 155 presenze, 177 valide, 24 fuoricampo, 99 punti battuti a casa (RBI) e 104 punti segnati vincendo il suo primo Fielding Bible Award.
Nel 2008 a causa di leggeri infortuni, giocò in tutto 101 partite con 8 fuoricampo.
Nella stagione 2009 giocò 151 partite con 32 fuoricampo, 92 RBI e 101 punti segnati realizzando persino un ciclo.
Nella stagione 2010, Troy ottenne la sua prima convocazione all'All-Star Game e chiuse la stagione regolare con 122 presenze, 27 fuoricampo, 95 RBI e 89 punti segnati vincendo a fine stagione il suo primo Silver Slugger Award, il suo primo guanto d'oro e il suo secondo Fielding Bible Award.
Nel 2011 Troy fu nuovamente convocato per il suo secondo All-Star Game consecutivo. A fine stagione ha vinto per la seconda volta consecutiva il guanto d'oro e il suo terzo (e secondo consecutivo) Fielding Bible Award. Chiuse in tutto con 143 presenze, 81 punti, 105 RBI e 30 fuoricampo.
Nel 2012 partecipò a 47 partite, totalizzando 27 RBI e 8 fuoricampo.
Nel 2013 fu convocato per la terza volta all'All-Star Game. A fine stagione in 126 partite giocate, totalizzò 82 RBI e 25 fuoricampo.
Nel 2014 fu convocato per la quarta volta all'All-Star Game. Durante la stagione partecipò a 91 partite, totalizzando 52 RBI e 21 fuoricampo.
Nel 2015 fu convocato al suo quinto All-Star Game, il terzo consecutivo e l'ultimo giocato con i Rockies. Poco dopo Il 28 luglio 2015, Tulowitzki fu scambiato assieme al compagno di squadra LaTroy Hawkins con i Toronto Blue Jays; in cambio dei giocatori José Reyes, Jeff Hoffman, Miguel Castro, e Jesús Tinoco. Concluse la stagione 2015 con 128 partite giocate, totalizzando 70 RBI e 17 fuoricampo.
Nella stagione 2016, la prima completa con i Blue Jays, giocò 131 partite totalizzando 79 RBI e 24 fuoricampo.
Nel 2017 partecipò a 66 partite, segnando 26 RBI e 7 fuoricampo. Saltò l'intera stagione 2018 a causa di un infortunio alla caviglia destra.
Il 4 gennaio 2019, Tulowitzki firmò un contratto di un anno del valore di 555.000 dollari (salario minimo per contratto di MLB) con i New York Yankees, con una clausola che impedisce al team di scambiare il giocatore. Ottenne il ruolo di interbase titolare, per via dell'impedimento a giocare, causa di infortunio, di Didi Gregorius. Tuttavia dopo sole cinque partite disputate, si infortunò al polpaccio destro. Il 7 luglio, venne inserito nella lista degli infortunati per almeno 60 giorni.
Il 25 luglio, Tulowitzki annunciò il suo ritiro dalla Major League Baseball attraverso una dichiarazione degli Yankees.

## Palmarès

### Club
- Campionato Mondiale Universitario di Baseball:  Medaglia d'Oro

Team USA: 2004

### Individuale
- MLB All-Star: 5

2010, 2011, 2013, 2014, 2015
- Silver Slugger Award: 2

2010, 2011
- Guanti d'oro: 2

2010, 2011
- Fielding Bible Award: 3

2007, 2010, 2011
- Giocatore del mese della National League: 2

settembre 2010, aprile 2014
- Rookie del mese della NL: 1

agosto 2007
- Giocatore della settimana della NL: 5

12 agosto 2007, 20 settembre 2009, 12 settembre e 19 settembre 2010, 4 maggio 2014
- Ciclo - (10 agosto 2009)
- Triplo gioco senza assistenza - (29 aprile 2007)